# Ellington Ratliff
Ellington Lee Ratliff (n. 14 aprilie 1993) este un cântăreț, actor, toboșar și dansator american. El s-a născut în Wisconsin. Ratliff este de asemenea unul dintre membrii fondatori și toboșarul formației americane de pop rock, R5, pe care au format-o Ratliff împreună cu Riker, Ross, Rocky și Rydel Lynch.

## Viața personală
Ellington Ratliff s-a născut pe data de 14 aprilie 1993, în Wisconsin, Statele Unite ale Americii, fiind fiul lui George și Cheryl Baxter Ratliff. Ellington locuiește în Los Angeles cu părinții săi. El are doi căței; un bichon maltez numit Buddy și o cățea numită Luma. De mic, Ellington a fost pasionat de dans și muzică, și a învățat chiar și să cânte la baterie; iar datorită acestui fapt, el a devenit toboșarul formației R5. Ellington poate să cânte și la chitară și la trombon. Lucrurile sale favorite sunt culoarea verde închis și bomboanele de gumă.

## Cariera

### Cariera de actor
În 2001, Ratliff și-a făcut debutul ca actor în All You Need, unde l-a jucat pe Robbie Crenshaw. În 2009, a apărut în Eastwick ca un băiat adolescent în episodul „Mooning and Crooning”. În 2010, Ellington a apărut, de asemenea, în primul episod al serialului hit de pe Nickelodeon, Victoria în lumina reflectoarelor, unde l-a jucat pe Evan. A apărut și în Raising Hope în episodul „It's a Hopeful Life”. Ellington a apărut și în My Uncle Rafael, ca un fotograf. El a apărut în Red Scare ca Huey Miller în două episoade: „Brinksmanship” și „The Nuclear Club”. El, împreună cu Riker, au avut amândoi roluri minore în filmul The Muppets, totuși au fost necreditați pentru film.

### Cariera cu R5

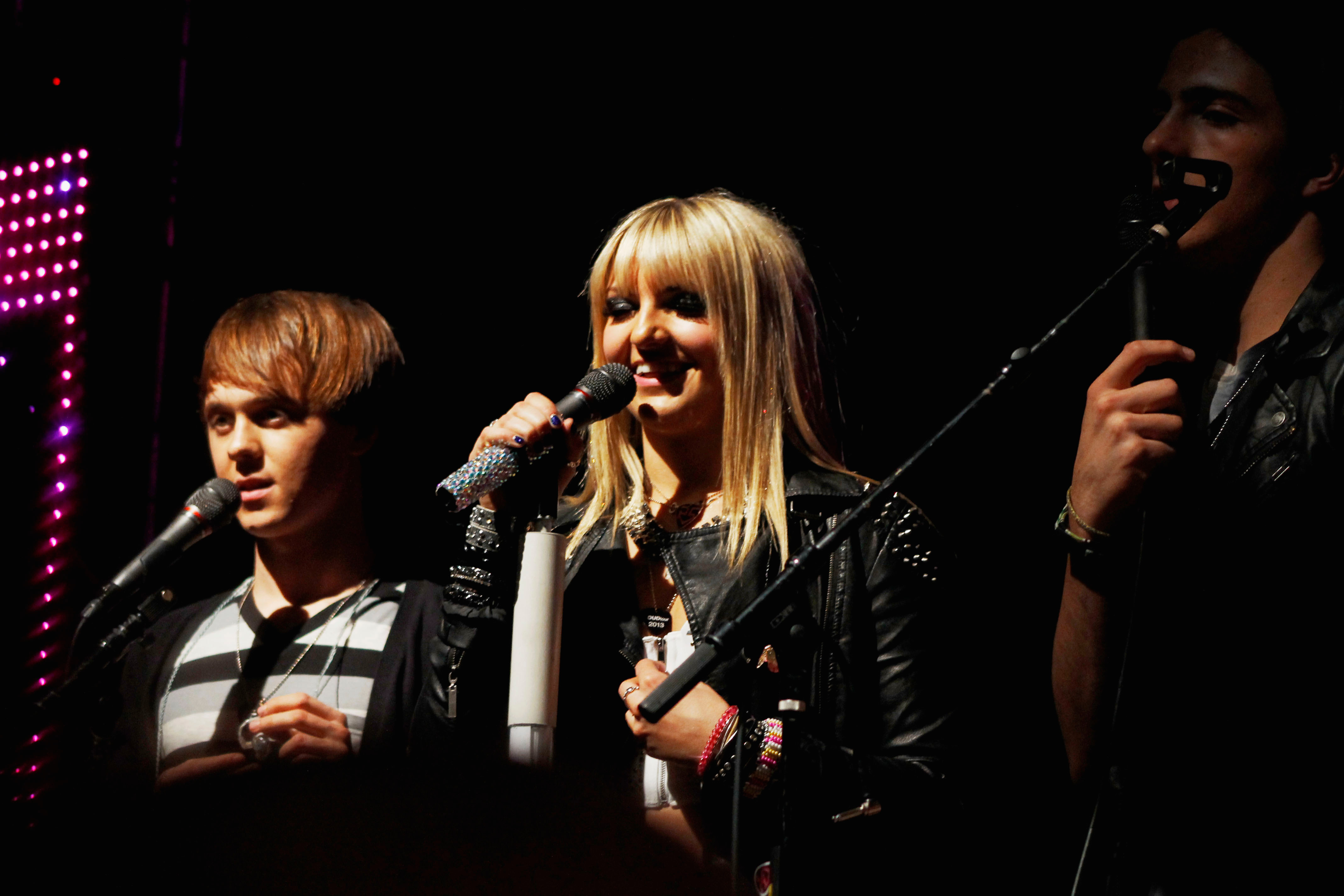
Ellington, Rydel și Rocky Lynch în timpul turneului Loud Tour, 19 mai 2013.

În octombrie 2009, Ratliff s-a întâlnit cu Riker Lynch și cu restul familiei sale la un studio de dans în California, unde el locuia. După ce copii Lynch au aflat că Ellington poate cânta la baterie, au decis să îl facă bateristul formației lor, R5.
În aprilie 2012, R5 au semnat un contract cu Hollywood Records. Ei au fost într-un turneu de 10 zile, numit West Coast Tour. La începutul lui 2013, R5 a lansat un EP cu patru cântece intitulat Loud.
Primul album al formației, Louder a fost lansat pe data de 23 septembrie 2014. R5 au mers în al cincelea turneu intitulat Louder Tour, unde Ellington cântă coveruri a unor cântece precum duetul „Sleeping with a Friend” de Neon Trees împreună cu Rydel Lynch.

## Filmografie
| An   | Titlu                             | Rol         | Note                                                                               |
| ---- | --------------------------------- | ----------- | ---------------------------------------------------------------------------------- |
| 2009 | So You Think You Can Dance        | El însuși   | „Two of 16 Voted Off” (Sezonul 5, Episodul 11)                                     |
| 2009 | Eastwick                          | Allan       | „Mooning and Crooning” (Sezonul 1, Episodul 5)                                     |
| 2010 | Victoria în lumina reflectoarelor | Evan        | „Pilot” (Sezonul 1, Episodul 1)                                                    |
| 2011 | Raising Hope                      | Fiu         | „It's a Hopeful Life” (Sesonul 2, Episodul 10)                                     |
| 2013 | Red Scare                         | Huey Miller | „The Nuclear Club” (Sezonul 1, Episodul 1) „Brinksmanship” (Sezonul 1, Episodul 4) |
| 2014 | Violetta                          | El însuși   | Apariție specială cu R5                                                            |

| An   | Titlu           | Rol             |
| ---- | --------------- | --------------- |
| 2001 | All You Need    | Robbie Crenshaw |
| 2012 | My Uncle Rafael | Fotograf        |